# Drosophila mercatorum (artundergrupp)
Drosophila mercatorum är en artundergrupp inom släktet Drosophila, undersläktet Drosophila och artgruppen Drosophila repleta. Artgruppen består av fyra arter.

## Arter
- Drosophila carcinophila Wheeler, 1960
- Drosophila mercatorum Patterson & Wheeler, 1942
- Drosophila paranaensis Barros, 1950
- Drosophila peninsularis Patterson & Wheeler, 1942